# دانشکده هنرهای زیبای دانشگاه کابل
مهیار BMTX

## هدف از ایجاد دانشکده هنرهای زیبا
همچنان دولت می‌تواند در آینده از اطلاعات و دانش، دانش‌آموختگان این دانشکده در طرح‌های انکشافی بخش‌های گوناگون یاد شده در بالا و احیای صنایع دستی مانند، کلالی، کنده‌کاری، کاشی‌کاری، موزاییک، طرح‌های قالین، شیشه‌کاری، لوحه‌نویسی، تابلوسازی، تزیین شهرها و ایجاد موسسه‌های هنری و تخصصی و ابتکارات دیگر از ایشان استفاده مؤثر بنماید. همین‌طور در پهلوی این هنرمندان عده‌ای از مردم می‌توانند صاحب حرفه و پیشه شوند و بازار صنایع دستی تقویت یا بعد که در نتیجه آن هم فرهنگ کشور غنامند خواهد شد و هم از فروش آن‌ها یک مقدار ارز خارجی به داخل کشور جهت تقویت اقتصاد ملی جذب خواهد گردید که خود یکی از اهداف این دانشکده به‌شمار می‌رود.

## اساس‌گذاری دانشکده هنرهای زیبا
این دانشکده در سال ۱۳۴۵ مطابق ۱۹۶۶ میلاد ی توسط یک تن از استادان ماهر مجسمه‌سازی کشور افغانستان، محترم پوهندوی استاد امان‌الله حیدرزاد (که تازه از تحصیلات عالی از کشور ایتالیا در رشته مجسمه‌سازی به افغانستان برگشته بود) آموزشگاه مجسمه‌سازی و نقاشی در چو کات دانشکده ادبیات و علوم بشری وقت اساس گذاشته شد که بخش نقاشی توسط استاد امان‌الله پارسا که وی نیزاز جمله نقاشان تحصیلکرده بود وبخش مجسمه‌سازی آن توسط استاد امان‌الله حیدرزاد پیش برده می‌شد. کارگاه عملی آموزشگاه یاد شده در تالار مدور فعلی دانشکده هنرها موقعیت داشت و دانشجویان مستعد و علاقه‌مند به هنر، از دانشکده‌های گوناگون دانشگاه کابل در اوقات فراغت جهت فراگیری رشته‌های مورد نظرشان مراجعه می‌نمودند در سال ۱۳۴۷ مطابق ۱۹۶۸ در پهلوی رشته‌های نقاشی و مجسمه‌سازی کورس‌های موسیقی، نطاقی، تمثیل و خطاطی نیز افزود گردید که بخش موسیقی شرقی آن توسط استاد محمد حسین سراهنگ و بخش غربی آن توسط یکی از استادان آلمانی پیش برده می‌شد.
در سال ۱۳۴۸ مطابق ۱۹۶۹ نمایشگاه‌های آثار هنری بخش نقاشی و مجسمه‌سازی دانشجویان شامل آموزشگاه‌ها در مرکز فرهنگی آمریکا؛ بخش دانشگاه کابل واقع چمن حضوری، تالار سید جمال الدین افغان در کتابخانه دانشگاه، گویته انستسیتوت، مرکز فرهنگی فرانسه، سالن شهرداری کابل تدویر گردید که به استقبال مردم مواجه شد.
از جمله هنرمندان جوان آموزشگاه‌های متذکره می‌توان از محترم حامد نوید، مصطفی اندوه، کریم امید، خلیل حیدرزاد، محمد نعیم حنیفی، عبدالله نوابی، سپوزمی روف، وهاب سعید، محمد هاشم سنجر، محمد عظیم سر خوش و سید عثمان شریفیان نام برد که بعضی ایشان از جمله هنرمندان ورزیده کشور گردیدند.
آموزشگاه هنر دراماتیک بعد از سال ۱۳۵۱مطابق ۱۹۷۲ نیز به یک سلسله فعالیت‌های هنری آغاز نمود و توانست با عده‌ای از دانشجویان با استعداد و موفق به نمایش دادن نمایشنامه‌ها و انترکت‌ها که از آن جمله یکی هم نمایشنامه وحدت ملی نوشته فضل الربی پژواک بود که در سالن اجتماعات دانشگاه کابل به نمایش گذاشته شد، می‌باشد.
بالاخره این دانشکده در سال ۱۳۵۴ مطابق ۱۹۷۵ میلادی به شکل بخش رسمی و اساسی به نام هنرهای زیبا در پهلوی بخش‌های دری، پشتو، عربی، خبرنگاری، تاریخ، جغرافیا، آلمانی، انگلیسی و فرانسوی دانشکده ادبیات و علوم بشری، توسط محترم پو هندوی استاد امان اله حیدرزاد و محترم داکتر عنایت اله شهر انی و عده‌ای از استادان هنر دوست اساسگذاری شد که در رشته‌های نقاشی و مجسمه‌سازی دانشجویان واجد شرایط را که فارغ التحصیلان صنوف ۱۲ می‌بودند بعد از امتحان کانکور اختصاصی جذب می‌نمودند.
این دانشکده دارای طرح منظم درسی شامل ۱۲۷ کریدت بود که در مدت چهار سال یا هشت سمستر (ترم) دانشجویان تحت آموزش قرار می‌گرفتند و بعد از فراغت برای شان مدرک لیسانس داده می‌شد که تا اکنون نیز ادامه دارد در آن زمان ساعات در سی از ۸ صبح آغاز و ۵ عصر همه روزه دوام داشت. که در بین ساعت درسی وقفه‌ها نیز موجود بود.
اولین دوره فارغان این دانشکده که به ده تن می‌رسیدند در سال ۱۳۵۷ مطابق ۱۹۷۸ به جامعه تقدیم گردیدند که می‌توان از سید فاروق فریاد، سراج الدین سراج، شیر محمد ترابی محمد همایون کریمپور، سید خادم قبادی، عبدالمالک دوست زاد، زمری شیر زاد، عبدالاحمد منیر، سید محمد شاه و حسین علی یاد نمود.
در سال ۱۳۵۹ رشته‌های گرافیک، تآتر و موسیقی نیز بدان افزود گردید و تعدادی از استادان و دانشجویان در آن دانشکده جذب شدند. از اینکه از لحاظ کمی به پنج رشته یعنی نقاشی، گرافیک، مجسمه‌سازی، تئاتر و موسیقی رسید از لحاظ کیفی نیز باید ارتقا می‌نمود. خوشبختانه نظر به توجه استادان آن رشته‌ها خصوصاً جناب پوهنمل داکتر محمد نعیم فرحان و توجه عدهیی از هنر دوستان در ۱۸ سرطان سال ۱۳۶۳مطابق ۱۹۸۴ از سطح بخش به سطح دانشکده ارتقا نمود که با پنج بخش یادشده امور علمی و تدریسی‌اش مستقلانه پیش برده می‌شد و با وجود مشکلات زیاد الی سال ۱۳۷۱به قسم نور مال دروس آن ادامه داشت.
تعداد استادان آن بیش ا ز پنجاه تن و تعداد شاگردانش بیش از سه صد تن می‌رسید و همچنان دارای یک کتابخانه کوچک و یک گالری با کمیت بیش از سه صد اثر نقاشی، گرافیک و مجسمه در جنب خویش داشت در بخش تآتر نیز انکشافات قابل ملاحظه نموده بود که می‌توان از نمایشنامه‌های پر و میته در زنجیر، مرض سفید و ده‌ها نمایشنامه دیگر یاد نمود که اکثراً در ادیتوریم پوهنتون به معرض نمایش قرار می‌گرفت که دیپارتمنت‌های دیگر نیز باآن‌ها همکاری می‌نمودند.
در سال ۱۳۷۱ مطابق ۱۹۹۲ که ولایت کابل خصوصاً ساحه دانشگاه کابل، میدان زد و خورد گروه‌های متخاصم تنطیمی قرار گرفت، در اثر آن تعدادی از استادان و دانشجویان به کشورهای دیگر مهاجر گردیدند و پوهنحی هنرها بعد از تاراج، حریق گردید و تمام اسناد علمی و تدریسی و آثار هنر ی همه از بین رفت. این دانشکده نسبت به سایر دانشکده‌های دانشگاه کابل خسارات زیادی را متقبل گردید. گرچه با اندک آرامش در محوطه دانشگاه یک سلسله کارهای بازسازی صورت پذیرفت ولی با آمدن رژیم طالبان در سال ۱۳۷۵مطابق ۱۹۹۶ ناتمام ماند و بعد از آن این پوهنحی ضربه سختی دیگری را متقبل گردید و بزرگ‌ترین موانع در راه انکشاف آن به عمل آمد که از آنجمله تعیین رییس غیر تخصصی و یک سلسله موانع مانند نداشتن مواد درسی، کمبود استاد، اجازه ندادن فعالیت‌های هنری مانند نقاشی تصویر اجسام زنده که برای یک اثر هنری خیلی بااهمیت می‌باشد و از بین رفتن رشته‌های موسیقی و مجسمه‌سازی خود موانع بزرگی در راه رشد این دانشکده به‌شمار می‌رفت.
در آن زمان تعداد زیاد استادان و دانشجویان ترک وطن نموده بالاخره به هفت هفت تن ر سیدند که اگر تحولات سال ۱۳۸۰ رخ نمی‌داد و اداره موقت در کشور به وجود نمی‌آمد از بین رفتن این پو هنحی، حتمی بود اینک که دو سال از اداره موقت و حکو مت انتقالی اسلامی می‌گذرد تعداد استادان و دانشجویان افزایش یافته، تعمیر دانشکده ترمیم گر دیده و به کمک استادان این دانشکده و رهبری دانشگاه و مساعدت کشورهای آلمان، ایتالیا، هندوستان، نروژ، انگلستان و ژاپن کارگاه‌های دروس عملی ترمیم و تجیهز قسمی گردیده و تعدادی از استادان ورزیده خارجی جهت تدریس و تدویر کارگاه‌های هنری و علمی به این دانشکده مراجعه نموده مشترکاً با استادان و دانشجویان کار و فعالیت می‌نمایند.
تاکنون به تعداد ۸ تن ا ز استادان و هشت تن از دانشجویان جهت بازدید به کشورهای نروژ، آلمان، ژاپن، چین و هندوستان سفر نموده که نتایج مثبت به بار داشته‌است و امیدواریم تا استادان دیگر جهت بازدید و ادامه تحصیلات عالی به خارج کشور اعزام گردند، دانشکده هنرهای زیبا در سال جاری یعنی ۱۳۸۲ دارای یک کتابخانه مجهز، یک نگارخانه برای حفظ آثار هنری پایان‌نامه‌های فارغان و پروژه‌های صنفی دانشجویان، تالار مشق وتمرین بخش تآتر و موسیقی، کارگاه‌های مجسمه‌سازی، نقاشی، گرافیک وهمچنان دارای صنوف درسی مضامین نظری و اتاق‌های استادان بخش تدریسی و اداری و تعداد تحویلخانه‌ها می‌باشد و فعلاً دارای پنج بخش بوده که اینک با طرح‌های درسی آن معرفی می‌گردند.

## بخش نقاشی
این بخش در سال ۱۳۵۴ با بخش مجسمه‌سازی که ر شته گرافیک در جنب آن بود در تشکیل دانشکده ادبیات و علوم بشری ایجاد گردید. از جمله فعال‌ترین بخش این دانشکده می‌باشد و از این ر شته یک تعداد از هنرمندان چیر ه د ست و ماهر و معلمان متخصص فارغ‌التحصیل گردیده که اکثر در موسسات دولتی و نهادهای فرهنگی در مرکز و ولایات جذب گردیده‌اند که از آنجمله می‌توان از شمولیت‌شان در کادر علمی دانشکده هنرها، مکتب هنرها، رادیو تلویزیون، نگارستان غلام محمد میمنگی، نگارستان ملی و غیره نهادهای فرهنگی یاد نمود.
دروس نظری این دیپارتمنت زیادتر بالای شناخت هنر نقاشی، تاریخ هنر، نقد هنری، زیبایی‌شناسی، سبک‌هاوتکنیک‌های هنری اتکا دارد همچنان دروس عملی آن را آموزش اساسات هنررسامی، نقاشی روغنی، نقاشی آبرنگ ورنگ اکرلیک تشکیل می‌دهد که آثار نقاشی شده نگارخانه این دانشکده از جمله دست‌آوردهای این بخش می‌باشد که اکثراً موضوعات اجتماعی و فرهنگی کشور افغانستان در آن‌ها انعکاس داده شده‌است.
استادان فعلی این بخش:
- پروفیسور فتانه بکتاش عارفی از ۱۳۶۶الی ۱۳۷۱
- پو هند وی محمد اکبر سلام از تار یخ ۱۳۶۰ الی ۱۳۸۲

موصوف مدت چندی آمر بخش نقاشی بوده و ازتاریخ ۱۳۷۱ الی ۱۳۷۶ رئیس این دانشکده بودند.
- پو هنیار عنایت اله نیا زی از تار یخ ۱۳۶۶الی اکنون

که فعلاً آمر دیپارتمنت نقاشی می‌باشند.
- پوهنیار محمد اشرف انحورگر ۱۳۶۲ الی اکنون

البته از تاریخ ۱۳۷۰ الی ۱۳۸۱ درمهاجرت بودند.
- پوهیالی لطیفه میران ازتاریخ ۱۳۷۳ الی اکنون
- عبدالواسیع عمر زاد ازتاریخ ۱۳۸۱ الی اکنون
- پو هیالی شیلا وزیری ازتاریخ ۱۳۸۱ الی اکنون

لست استادان اسبق بخش نقاشی که الی تاریخ‌های ذیل ایفای وظیفه نموده‌اند:
- داکتر عنایت الله شهرانی ۱۳۶۱
- پوهنیار محمد حامد نوید ۱۳۵۸
- پوهیالی احمد تمیم اعتمادی ۱۳۵۸
- پوهیالی شاه پیری ۱۳۶۰
- پوهنیار عادله دشت‌بان ۱۳۷۰
- پوهنیار نسیمه اسپارتک ۱۳۷۰
- پوهنیار محمد عارف نجیب ۱۳۷۰
- پوهنیار عبدالعظیم نوری ۱۳۷۱
- پو هیالی محمد حسن پاوند ۱۳۷۲
- پوهنیار روح‌الله نقش بندی ۱۳۷۲ ۱۱
- پوهنیار احمد کامران احمدی ۱۳۷۲
- پوهیالی مهتاب الدین زبردست ۱۳۷۶
- پوهیالی محمد صدیق ژکفر ۱۳۷۴

لست استادان همکار بخش نقاشی که الی تاریخ‌های ذیل ایفای وظیفه می‌نمودند:
- استاد محمد همایون اعتمادی الی تاریخ ۱۳۶۴ بیست سمستر
- استاد غوث الدین الی تاریخ ۱۳۶۰ دو سمستر
- استاد غلام علی امید الی تاریخ ۱۳۶۰ دوسمستر
- استاد خلیل‌الله حیدر زاد الی تاریخ ۱۳۵۸ چهار سمستر
- پروفیسور نیکولای سلاو ازاتحادشوروی سابق از ۱۳۶۱ ۶۳

## بخش مجسمه‌سازی
این بخش در سال ۱۳۵۴ با مضمون نقاشی -که بخش گرافیک نیز در جنب آن‌ها بود- تأسیس گردید.
از جمله دیپارتمنت‌های فعال و با اهمیت این دانشکده بو ده و بخاطر احیای، انکشاف و حفظ ارزش‌های هنر اصیل کشور ما در عرصه‌ها مجسمه‌سازی، موزاییک، کاشی‌کاری و هنر سرامیک ایجاد گردیده‌است. تا حال یک تعداد از هنرمندان ماهر معلمین متخصص از این دیپار تمنت فارغ‌التحصیل گردیده‌اند که در موسسات فرهنگی کشور مصروف کاراند این بخش مدتی چندی به نام آفرینش‌های ظریف یاد می‌شد و در زمان طالبان برای پنج سال در حالت تعلیق قرار داشت. بعد از آمدن اداره موقت دوباره به نام مجسمه‌سازی شروع به فعالیت نمود.
استادان فعلی این بخش:
- پو هندوی امان اله حیدر زاد از ۱۳۵۴ الی ۱۳۸۱ که از سال ۱۳۵۸الی ۱۳۸۱ در مهاجرت بودند.
- پوهنوال محمد عالم فرهاد از ۱۳۷۳ الی اکنون

موصوف فعلاً آمر دیپارتمنت مجسمه‌سازی می‌باشد.
- پو هیالی عبدالحی فرحمنداز۱۳۵۹الی ۱۳۶۲ استاد بودند که مدتی درخارج دانشگاه وظیفه داشتند و از ۱۳۷۴ الی اکنون وظیفه خویش را دنبال می‌نمایند

لیست استادان اسبق دیپارتمنت مجسمه‌سازی که الی تاریخ‌های ذیل ایفای وظیفه می‌نمودند.
- پو هندوی امان اله حید ر زاد الی ۱۳۵۸
- پو هنیار عبدالسمیع الی ۱۳۵۹
- پو هیالی امنه فرحمند الی ۱۳۶۵
- پو هیالی خالد نا لان الی ۱۳۶۸
- پو هیالی هما یون و ا هیب الی ۱۳۷۰
- پو هیالی مر تظی پر دیس الی ۱۳۷۱
- پو هیالی حمید اله حلیمی الی ۱۳۷۱
- پو هیالی عبدالسمیع مسعود الی ۱۳۷۱
- پو هنیار انیسه ر حیم الی ۱۳۷۱
- پو هنیار محبوب ولی الی ۱۳۷۱
- پو هینار شیر زمان استا نکزی الی ۱۳۷۱
- پو هیالی محمد شریف عزیز یار الی ۱۳۷۱
- پو هنیار فایزه احراری الی ۱۳۷۲
- پو هیالیی محمد حنیف شبگرد الی ۱۳۷۳

## استادان همکاربخش مجسمه‌سازی
- میر علم هنر یار چهار سمستر الی ۱۳۷۴ دررشته سرامیک.
- آقای پاول از کشور پولند در سال ۱۳۶۱
- آقای والری از کشور اتحاد شوروی وقت سال ۱۳۶۱الی۱۳۶۳

## بخش تیاتر
این رشته در سال ۱۳۵۹ در پهلوی بخش‌های دیگر عرض وجود نمود هدف اساسی از ایجاد این بخش پرورش کادرهای جوان و تحصیل یافته در رشته‌های نمایشی از قبیل تاتر، رادیو، تلویویون و سینما می‌باشد.
از این رشته تعدادی زیادی از هنرمندان ورزیده به سطح کشور درخشیده و فعلاً در کادر علمی در دانشکده هنرها رادیو تلویزیون کابل تیاتر افغان فیلم و نهادهای دیگر هنری جذب گردیده‌اند که بهترین ممثلین رادیو تلویزیون و سینما در جمله آن‌ها شامل می‌باشند.
استادان فعلی این دیپار تمنت عبارت‌اند از:
- پوهندوی محمد عظیم حسین‌زاده از ۱۳۶۸الی۱۳۸۲

موصوف از ۱۳۷۱ الی ۱۳۷۳ و از۱۳۷۶ الی میزان ۱۳۸۰ معاون دانشکده و از آن به بعد الی اخیر ۱۳۸۰ سرپرست دانشکده بودند و فعلاً آمر بخش تآتر و موسیقی می‌باشند.
- پو هنیار محمد حا مد تابش الی ۱۳۸۱الی اکنون
- پو هیالی شکیلا کابلی الی ۱۳۷۴ الی اکنون
- پو هیالی هما یون بی‌ریا الی ۱۳۸۱ الی اکنون

استادان اسبق بخش تاترکه الی تاریخ‌های ذیل ایفای وظیفه می‌نمودند:
- پوهنمل دوکتور محمد نعیم فرحان الی ۱۳۷۱

موصوف از سال ۱۳۶۳ الی ۱۳۷۱ اولین رئیس پوهحی بودند.
- پوهنمل ذلیخا نورانی الی ۱۳۷۰
- پوهنیار محمد نذیر روشن الی ۱۳۶۴
- پوهنیار عبدالواحد نظری الی ۱۳۷۱
- پوهنیار فهیمه نصیر الی ۱۳۷۲
- پوهنیار سید خادم قبادی الی ۱۳۷۲
- پوهنیار ناحید قبادی الی ۱۳۷۲
- پوهیالی خواجه شیراز الدین صدیقی الی ۱۳۷۳
- پوهیالیی سید مشفق الله الی ۱۳۷۱

## استادان همکار بخش تآتر
- استاد عبدالعزیز آشنا ده سمستر الی ۱۳۶۳
- استاد حمید جلیا ده سمستر ۱۳۷۱
- استاد عبد الرشید پایا ده سمستر ۱۳۷۱
- استاد شاه محمد نوران پنج سمستر ۱۳۷۱
- استا د محمد شفیع صمیم یک سمستر ۱۳۸۱
- استاد جمشید عسکر یار یک سمستر ۱۳۸۱
- استاد موسی را د منش یک سمستر ۱۳۸۲
- استاد بهزاد چهار سمستر ۱۳۶۴
- استاد مریم
- استاد بهدخت
- استاد داکتر امین
- استاد احمد

## بخش گرافیگ
رشته گرافیک در سال ۱۳۵۴ به قسم یک مضمون در جنب بخش نقاشی و مجسمه‌سازی مدغم بود و در سال ۱۳۵۹ ر سماً در پهلوی دیگر بخش‌ها ایجاد شد این رشته هنری از جمله هنرهای می‌باشد که در سطح جهان مورد پذیرش بوده از اهمیت خاصی بر خوردار می‌باشد خصوصا در این اواخر با دنیای کاریکاتور، کارتون‌های سینمایی، پوسترهای تبلیغاتی، کامپیوتر و عرصه نشرات و مطبوعات ارتباط مستقیم دارد از رشته گرافیک این دانشکده تعدادی از هنرمندان و معملین متخصص در مکاتب مرکز و ولایات به جامعه تقدیم گردیده که ساحه جذب ایشان در کادر علمی دانشکده هنرها، آرت و گرافیک رادیو تلویزیون، نگارستان مینمگی، لیسه هنرها و وزارت معارف می‌باشد و مصروف کار و فعالیت‌اند.

## استادان فعلی این بخش
- پو هندوی سید فاروق فریاد از تاریخ ۱۳۵۹ الی اکنون

از تاریخ ۱۳۶۳ برای مدت بیش از ۶ سال معاون دانشکده بوده و از ۱۵ حمل ۱۳۸۱ الی اکنون رئیس دانشکده می‌باشند.
البته ارتاریخ ۷۹الی۸۰ در مهاجرت بودند.
- پوهنیار نجیب الله عزیزی از تاریخ ۱۳۷۵ الی اکنون

موصوف فعلاً معاون این پوهنحی می‌باشند.
- پو هیالی محمد حسن حشمت ازتاریخ ۱۳۶۸ الی اکنون

البته از تاریخ۱۳۷۱ الی ۱۳۸۱ در مهاجرت بودند.
- پو هیالی سید رسول سادات ازتاریخ ۱۳۷۹ الی اکنون

لست استادان اسبق دیپارمنت گرافیک که الی تاریخ‌های ذیل ایفای وظیفه می‌نمودند.
- پوهنوال غلام نبی ناطق ۱۳۷۱
- پوهندوی محمد اکبر ضیایی ۱۳۷۱
- پوهنمل عبدالکریم رحیمی ۱۳۷۱
- پوهنمل محمد فرید سلطانی ۱۳۷۲
- پوهنمل شیر محمد باشی زاده ۱۳۷۷
- پوهنیار سراج الدین سراج ۱۳۷۲
- پوهنیار عبدالمالک دوست زاد ۱۳۷۱
- پوهنیار محمد عیسی اسلمی ۱۳۶۹
- پوهنیار عبدالسمع ۱۳۶۷

استادان همکار دیپارتمنت گرافیک:
- استاد علام محی الدین شبنم ده سمستر الی ۱۳۷۱
- استاد سید حمایت الله حسینی ده سمستر ۱۳۶۴
- استاد عزیزاله هاشمی دو سمستر ۱۳۶۴
- استاد داود غزنوی یک سمستر ۱۳۶۴

دیپارتمنت مو سیقی
این بخش در سال ۱۳۴۵ به شکل کورس در پهلوی رشته‌های نقاشی و مجسمه‌سازی ایجاد شد ولی به زودی به رکود مواجه شد بالاخره در سال ۱۳۵۹ مجدداً در پهلوی بخش‌های دیگر ایجاد گردید و به صورت علمی و آکادمیک دروس آن به قسم عادی جریآن داشت در جریان حکومت طالبان برای مدت پنج سال در حالت تعلیق قرار گرفت با تحولات سیاسی که در سال ۱۳۸۰ به وقوع پیوست دوباره به شکل علمی و آکادمیک به فعالیت خود آغاز نمود. این دیپارتمنت تعداد چندی از فارغ التحصیلان را به جامعه تقدیم نموده‌است. که اکثر فارغان آن در دانشکده هنرها، لیسه هنرها، رادیو-تلویزیون و نهادهای دیگری موسیقی جذب گردیده‌اند. هدف از ایجاد آن این است تا هنر موسیقی به شکل علمی و آکادمیک به میان آید و با حفظ ارزش‌های فرهنگ ملی و هنر اصیل این مرز و بوم بتواند دانشجویان را به شیوه‌های جدید موسیقی علمی آشنا بسازد.
- پو هیا لی اسلا م الد ین فیر وز
- نا مزد پوهیالی محمد صابر فیضی

استادان سابق این دیپارتمنت :
- استاد محترم خانم پوهنیارممتاز
- استاد محمد شفیع عظیمی

## استادان همکار بخش موسیقی
- استاد محمد حسین سر آهنگ چهار سمستر الی ۱۳۶۲
- استاد حفیظ الله خیال دوسمستر ۱۳۵۹
- استاد سلیم سرمست ده سمستر الی ۱۳۶۸
- استاد فقیرمحمد ننگیالی یازده سمستر ۱۳۷۱
- استاد محمد حسین ارمان
- استا د اسماعیل اعظمی هشت سمستر ۱۳۶۶
- استا د محمد هاشم یازده سمستر الی ۱۳۷۱
- استاد خلیل‌الله فرهمند پیانیست شش سمستر
- استاد محمد اکرم روحنواز
- استاد کبیر (دلربانواز) هشت سمستر ۱*استاد الطاف حسین شش سمستر
- استاد فرید احمد شیفته هشت سمستر ۱۳۷۱
- استاد محمد آصف طبله نواز شش سمستر
- استاد محمد احسان عرفان چهار سمستر ۱۳۸۲
- استاد محمد طارق غزنوی
- استاد محمد صدیق قیام یک سمستر
- استاد مجتبی حبیبی هشت سمستر ۱۳۹۰
- خلاصه تاریخچه دانشکده هنرهای زیبا،مجله دانشگاه کابل. شماره چهارم، سال دوم ۱۳۸۷، ارگان نشراتی دانشگاه کابل.